# Polizeikorps von Andorra
Das Polizeicorps von Andorra (katalanisch Cos de Policia d’Andorra) ist die Polizei des Fürstentums Andorra. 

## Aufgaben
Seine Befugnisse sind unter anderem im Polizeirecht geregelt. Es hat die Aufgabe, die öffentliche Sicherheit und Ordnung zu gewährleisten oder wiederherzustellen, den Straßenverkehr zu regeln bzw. zu überwachen und als Strafverfolgungsbehörde bei strafbaren und ordnungswidrigen Handlungen zu ermitteln. Eine weitere Aufgabe ist die Gefahrenabwehr im Bereich der inneren Sicherheit, das heißt die Verhütung oder Unterbindung von Taten, die entweder straf- oder bußgeldbewehrt sind oder auch Taten, die einem gesetzlichen Verbot unterliegen.

## Geschichte
Die Policia d’Andorra wurde 1931 als Servei d’Ordre  gegründet und war den jeweiligen Bürgermeistern der Orte bis zum Inkrafttreten der Verfassung im Jahr 1993 unterstellt. Bis zum Jahr 1993 gab es in Andorra auch keine klare Trennung von legislativer, exekutiver und judikativer Gewalt.
Erst nach Inkrafttreten der Verfassung vom 14. März 1993 Constitució del Principat d’Andorra  wurde die einheitliche nationale Polizei Andorras, Cos de Policia d’Andorra, unter der Leitung des Ministre de Justícia i Interior gegründet.

## Struktur
Die Leitung der Polizei besteht aus einem Direktor, einem stellvertretenden Direktor und dem Sekretariat. Sie leiten die Polizeiaktivitäten im ganzen Land. Andorra ist Mitglied der Interpol.  
Die rund 295 Angehörigen, davon 235 Polizeibeamte der Cos de Policia d’Andorra (Stand 2012), sind in vier Fachbereiche und Sondereinheiten mit den folgenden Aufgaben aufgeteilt: 
- Abteilung Kriminalpolizei mit der nationalen Zentralstelle der Interpol
- Abteilung für öffentliche Sicherheit
- Abteilung für Polizeiunterstützung, sie ist für die operative Unterstützung der anderen Abteilungen zuständig und besteht aus sechs Unterabteilungen: Analyse der kriminalpolizeilichen Informationen, Rechtsfragen, Informationstechnologie, Ausbildung, Prävention und soziale Ausrichtung und Management.
- Abteilung für Transit besteht aus drei uniformierten Einheiten: Straßenverkehr, Motorradpatrouille und Grenzpolizei mit der Aufgabe Grenzschutz und Einwanderungskontrolle, die in Zusammenarbeit mit dem Department Immigration durchgeführt wird.
- Sechs Sondereinheiten, wie zum Beispiel Personenschutz, Hundestaffel und Bergrettung. Die Grup d'Intervenció Policia d'Andorra (GIPA) ist eine kleine Spezialeinheit, die 1978 zur Terrorismusbekämpfung gegründet wurde.